# Frotho Ier
Frotho Ier  (vieux-norrois: Fróði) est un roi légendaire du Danemark évoqué par Saxo Grammaticus dans sa Gesta Danorum et Snorri Sturluson dans Heimskringla. Il est associé à une période de paix et de prospérité.

## Biographie
Les éléments biographiques concernant Frotho sont confus puisqu'il apparait aussi bien dans la Gesta Danorum, l'Heimskringla ainsi que dans le poème anglo-saxon Beowulf. Il pourrait désigner plusieurs personnages. On le rapproche, par son thème de la prospérité, au culte de Freyr.
Les récits comportent de nombreuses contradiction et aucun élément historique qui permettrait de retracer les débuts de la royauté danoise. Cependant, elle renvoie au thème de l'âge d'or perdu dans des conditions tragiques.

### Gróttasöngr
Dans le poème islandais Gróttasöngr, composé au Xe siècle, il est décrit comme un Skjöldungar (descendant de Skjöld) et un contemporain d'Auguste. On lui attribue l'instauration de la paix de Fróði (en) et l'historienne Lucie Malbos souligne le syncrétisme du poème qui mêle traditions romaine, chrétienne et païenne afin de glorifier un souverain considéré comme le plus puissant.

### Gesta Danorum
La biographe de ce souverain est développée de manière substantielle dans la Geste des Danois. Il succède sur le trône à son père Hadingus (en) et restaure ses finances en tuant un dragon et en s'emparant de son trésor. Il utilise la monnaie créée avec pour financer ses expéditions dans la Mer Baltique, où il remporte des victoires contre un certain Handwanus grâce à divers stratagèmes dont l'un consiste à se  déguiser en l'une de ses Skjaldmö et le « vaincu fit de son vainqueur son gendre ce qui préserva l'indépendance de son royaume ». Après des troubles internes il fait une campagne victorieuse en Grande Bretagne et il s'emparre de Londres. Il succombe finalement lors d'un combat contre le roi de Suède en « suffoquant victime du poids de son armure ». Il laisse trois fils: Haldanus/Halfdan Skjöldung, Roe et Scatus.

## Culture populaire
Dans la culture populaire, le personnage de Fróði, retranscrit Frotho en latin, inspire le nom de Frodon Sacquet dans Le Seigneur des anneaux de J. R. R. Tolkien.

## Source primaire
- (en) Davidson, Hilda Ellis (ed.) et Peter Fisher (tr.) (1999). Saxo Grammaticus : The History of the Danes : Books I - IX. Bury St Edmunds: St Edmundsbury Press  (ISBN 0-85991-502-6). First published 1979-1980.